# Oceanografia química

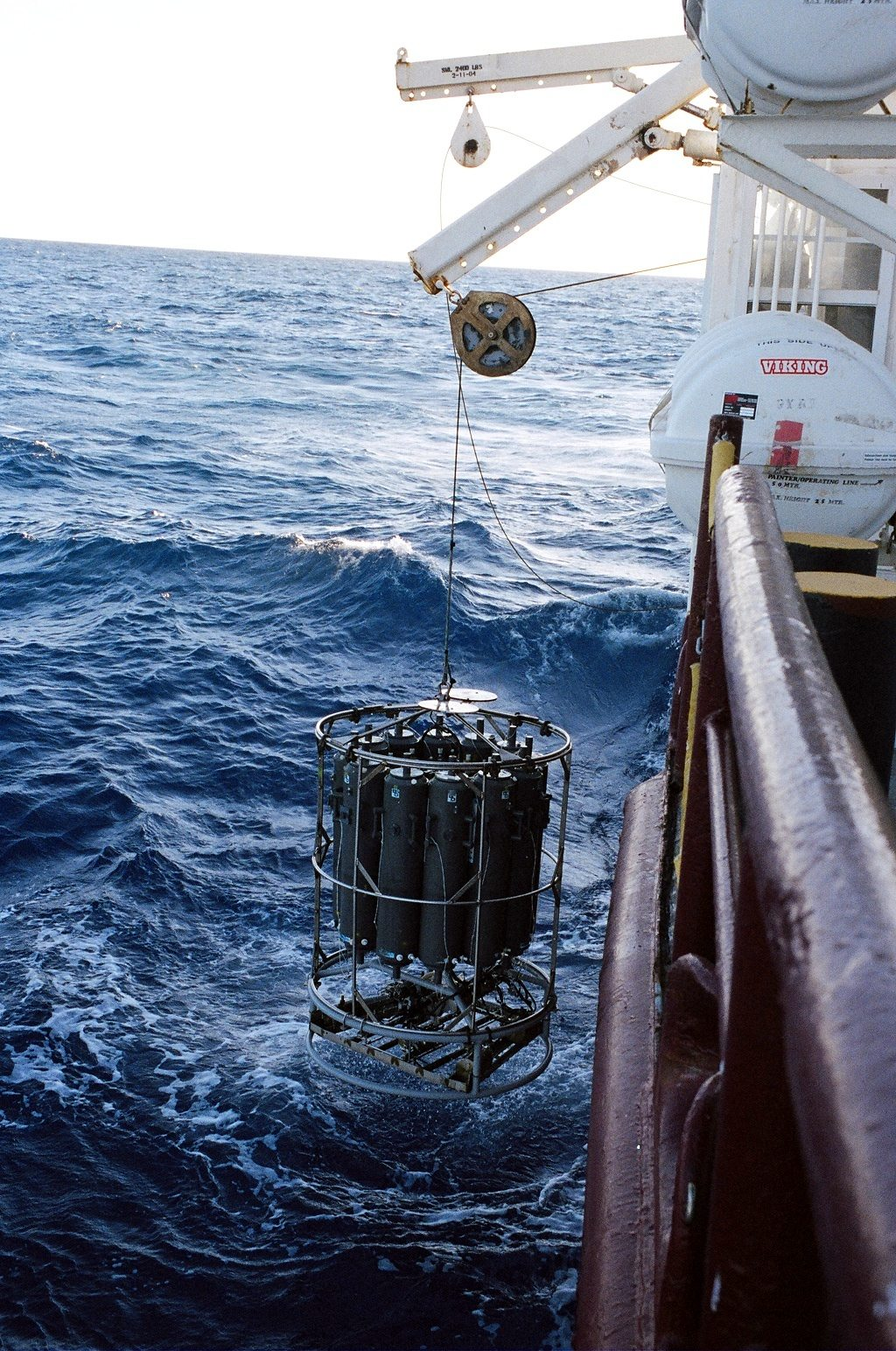
Lançamento de garrafas oceanográficas para coleta de amostras de água em diversas profundidades

Oceanografia química é o ramo da ciência oceanográfica que estuda os aspectos químicos dos oceanos e seus ambientes de transição (ex.: estuários). Ela descreve as características e propriedades químicas da água do mar, bem como quantifica elementos e compostos químicos envolvidos em diversos ciclos biogeoquímicos. Estuda também os processos químicos que ocorrem no oceano e os fluxos de materiais nas zonas de interação atmosfera-oceano, continente-oceano e sedimento-oceano, fornecendo subsídios para uma melhor compreensão do funcionamento da geosfera.
A oceanografia química pode ser subdividida em diversas disciplinas. Entre elas pode-se destacar a poluição marinha, que identifica e quantifica os efeitos negativos das ações antrópicas nos organismos marinhos. Outras disciplinas dentro da oceanografia química incluem geoquímica marinha, bioquímica marinha e físico-química marinha.

## Composição química da água do mar
A água do mar é composta por diferentes tipos de substâncias provenientes de diversas fontes. Em termos de tamanho, essas substâncias podem ser separadas em duas frações: dissolvida e particulada. O limite entre essas frações é operacional, pois depende do método de filtração da água do mar e da porosidade da membrana empregada no processo de separação. Assim, o limite varia conforme as necessidades do analista e da infraestrutura analítica existente. Tradicionalmente, para efeitos didáticos, o material dissolvido é definido como a fração que passa, juntamente com a água, através de uma membrana com 0,45 µm de porosidade. Esta fração inclui coloides, solutos (ex.: sais, nutrientes, metais) e gases existentes na água do mar. O material particulado é a fração que fica retida na membrana de filtração. Em termos de composição química, esta fração inclui partículas em suspensão inorgânicas (ex.: quartzo, feldspatos, argilo-minerais) e orgânicas (ex.: fitoplâncton, dejetos, detritos de organismos mortos).

### Elementos maiores
Existem na água do mar mais de 70 elementos químicos dissolvidos.Porém, poucos deles ocorrem em concentração elevada (superior a 0,05 mM) para serem classificados como elementos maiores na água do mar. Tais elementos são: hidrogênio, oxigênio, cloro, sódio, enxofre, magnésio, cálcio, potássio, carbono, bromo, estrôncio, boro e flúor. Os íons formados por estes elementos compõem a salinidade da água do mar. Embora a concentração de sais dissolvidos na água do mar varie geograficamente, a proporção entre os íons é praticamente a mesma em todos os mares e oceanos. Essa constância relativa dos íons é conhecida como princípio de Marcet.

### Elementos menores
Elementos menores são aqueles que ocorrem em baixas concentrações (0,05 a 50 μM) na água do mar. Eles chegam ao oceano a partir de diversas fontes, como deposição atmosférica, aporte fluvial, vulcanismo submarino, atividade humana e lixiviação continental. Esses elementos incluem: lítio, rubídio, molibdênio, silício, nitrogênio, fósforo e iodo. De uma maneira geral, eles ocorrem em baixa concentração na água do mar porque estão envolvidos em ciclos biogeoquímicos. Além disso, apresentam baixo aporte no oceano e/ou grande taxa de remoção da coluna de água. Assim, a alta reatividade é umas das características mais importantes dos elementos menores na água do mar. Esta característica permite que eles sejam biologicamente concentrados pelos organismos ou ocorram na forma de diferentes espécies químicas na água do mar. Por exemplo, o nitrogênio pode estar presente na água do mar em diferentes formas como nitrato (NO3−), nitrito (NO2−), amônio (NH4+) e gás nitrogênio (N2).

### Elementos traço
Os elementos traço ocorrem em concentrações muito baixas (0,05 a 50 nM) na água do mar. Eles chegam ao oceano por diversas fontes, como aporte fluvial, aporte atmosférico, remobilização diagenética, atividades hidrotermais e fontes antrópicas. A maioria dos elementos traço no oceano são metais, incluindo manganês, ferro, cobre, níquel, cobalto e zinco. Ocorrem em concentrações baixas devido a sua remoção da coluna de água por meio de adsorção em partículas, precipitação, incorporação biológica, oxi-redução, volatilização e complexação.

### Gases dissolvidos na água do mar
O oceano e a atmosfera estão interligados através da interface oceano-atmosfera. Cerca de 99% dos gases dissolvidos no oceano são provenientes da atmosfera. Assim, os gases mais abundantes no oceano são os mesmos que dominam a composição da atmosfera, ou seja, nitrogênio (N2), oxigênio (O2), argônio (Ar) e dióxido de carbono (CO2). Outras fontes de gases para o oceano são: fotossíntese, respiração, decomposição da matéria orgânica, fontes hidrotermais, atividade vulcânica submarina e decaimento radioativo.
A concentração dos gases dissolvidos na água do mar pode ser alterada devido a processos físicos e biológicos. Os principais processos físicos que afetam a concentração de um gás na água do mar são: decaimento radioativo, dissolução de bolhas de ar e mistura de parcelas de água com temperatura e salinidade diferentes. Os principais processos biológicos que ocorrem no oceano e podem afetar a concentração de um gás na água do mar são: fotossíntese, respiração, oxidação da matéria orgânica e processos bacterianos.

## Sistema carbonato
O sistema carbonato pode ser definido como as diversas reações que envolvem as espécies químicas do ácido carbônico em uma solução. No oceano, o sistema carbonato controla o fluxo de carbono inorgânico entre a atmosfera, a coluna de água e o sedimento marinho. Além disso, o sistema carbonato também é responsável pelo efeito tampão na água do mar, restringindo as variações de pH dentro uma faixa estreita. Todos esses fatores fazem com que o sistema carbonato marinho seja de grande importância no estudo das mudanças climáticas globais. As reações químicas envolvidas no sistema carbonato marinho são:
CO2(g) ↔ CO2(aq)
CO2(aq) + H2O ↔ H2CO3
H2CO3 ↔ H+ + HCO3-
HCO3- ↔ H+ + CO32-
Ca2+ + CO32- ↔ CaCO3(s)
A primeira reação representa o fluxo de dióxido de carbono (CO2) na interface oceano-atmosfera. A segunda é a reação do dióxido de carbono dissolvido no oceano com a molécula de água para formar ácido carbônico (H2CO3). A terceira e quarta reações representam a dissociação do ácido carbônico para formar os íons bicarbonato (HCO3-) e carbonato (CO32-), respectivamente. A quinta reação é a combinação dos íons cálcio (Ca2+) e carbonato (CO32-) para formar carbonato de cálcio (CaCO3), que é um sólido. Este precipita na coluna de água e deposita-se no sedimento marinho. Quatro variáveis formam o sistema carbonato marinho: pH, alcalinidade total, carbono inorgânico total dissolvido e pressão parcial do dióxido de carbono na água (pCO2). Como estas variáveis estão relacionadas entre si pelas reações do sistema carbonato, a partir da medida de duas delas é possível calcular as outras duas.

## Micronutrientes
Micronutrientes são elementos químicos essenciais à vida marinha, mas que ocorrem em concentrações muito baixas na superfície do oceano. O fitoplâncton, que é a base da cadeia alimentar no oceano, precisa absorver micronutrientes dissolvidos na água do mar para realizar fotossíntese. A falta desses micronutrientes tende a diminuir a produção primária, fazendo com que eles tornem-se um fator limitante ao crescimento do fitoplâncton marinho. Os micronutrientes mais importante na água do mar são nitrogênio, fósforo e silício.

### Nitrogênio
O nitrogênio presente na água no mar pode estar na fração dissolvida ou particulada. Nos oceanos, a fixação do nitrogênio é realizada principalmente por cianobactérias que convertem o nitrogênio molecular (N2) dissolvido na água para a forma de nitrogênio orgânico particulado, que é incorporado ao longo da cadeia alimentar e reciclado pela alça microbiana. Diversos processos mediados por microorganismos estão envolvidos na ciclagem do nitrogênio na coluna de água. O fitoplâncton absorve íons inorgânicos de nitrogênio (ex.: amônio e nitrato) e os incorpora em moléculas orgânicas (ex.: aminoácidos). A espécie de nitrogênio preferencialmente absorvida pelo fitoplâncton é o amônio devido ao menor custo energético. A partir da decomposição da matéria orgânica ocorre a liberação da amônio na água do mar - um processo conhecido como amonificação. Devido ao ambiente marinho ser predominantemente oxidante, o amônio tende a ser convertido para nitrato. Essa transformação é denominada nitrificação. Em ambientes deficientes em oxigênio, o nitrato tende a ser reduzido até nitrogênio molecular. Este processo é denominado desnitrificação, sendo importante em bacias com pouca renovação de água (que sofrem hipóxia) e sedimentos anóxicos.
Nitrificação: NH4+ → NO2- → NO3-
Desnitrificação: NO3- → NO2- → NO → N2O → N2
O perfil típico de distribuição vertical de nitrato na coluna de água oceânica apresenta baixa concentração na superfície devido à absorção desse nutriente pelo fitoplâncton. A partir da zona afótica, a concentração de nitrato começa a aumentar com o aumento da profundidade, apresentando um pico de máxima concentração na base da termoclina. Abaixo dela a concentração de nitrato diminui um pouco, mas permanece elevada e aproximadamente constante em direção ao assoalho oceânico. A concentração de nitrato no Oceano Pacífico profundo é maior do que no Oceano Atlântico profundo porque as águas daquele são mais antigas, tendo permitido maior acumulação de nitrato por processos de remineralização da matéria orgânica.

### Fósforo
O fósforo inorgânico dissolvido no oceano ocorre como diferentes espécies químicas originadas a partir da dissociação do ácido fosfórico. As reações de dissociação do ácido fosfórico são:
H3PO4 ↔ H+ + H2PO4-
H2PO4- ↔ H+ + HPO42-
HPO42- ↔ H+ + PO43-
No pH da água do mar, essa especiação química ocorre nas seguintes proporções: 0,4% de H2PO4-, 79,2% de HPO42- e 20,4% de PO43-. Em seguida, os ânions derivados do ácido fosfórico tendem a sofrer complexação com cátions dissolvidos na água do mar conforme abaixo:[carece de fontes?]
Mg2+ + HPO42- ↔ MgHPO4
Ca2+ + PO43- ↔ CaPO4-
A forma do fósforo inorgânico predominante na água do mar é o íon ortofosfato (HPO42-). Os íons de fósforo são absorvidos pelo fitoplâncton e convertidos em matéria orgânica. Nessa forma orgânica o fósforo é assimilado por outros organismos marinhos ao longo da cadeia alimentar. Quando os organismos morrem, sua matéria orgânica é degradada por bactérias e o fósforo é novamente convertido para suas formas inorgânicas. O mesmo acontece com o fósforo orgânico proveniente da excreção dos animais. Dependendo das condições ambientais, o fósforo inorgânico particulado no oceano também pode ser convertido para formas inorgânicas dissolvidas.[carece de fontes?]
O perfil vertical típico da distribuição de fósforo na coluna de água oceânica é bastante parecido com o perfil vertical de nitrato. Na superfície, a concentração de fósforo inorgânico dissolvido é próxima de zero. Essa concentração começa a se elevar com o aumento da profundidade a partir da zona afótica e apresenta um máximo na base da termoclina permanente (em torno de 1000 m de profundidade). No oceano profundo, a concentração de fósforo dissolvido é praticamente constante e um pouco menor do que aquela encontrada na base da termoclina. Assim como no caso do nitrato, a concentração de fósforo é maior no Pacífico profundo do que no Atlântico profundo.

### Silício
As principais formas de silício inorgânico dissolvido na água do mar são SiO2, Si(OH)4 e SiO(OH)3-.[carece de fontes?] A especiação química da sílica reativa envolve as seguintes reações:[carece de fontes?]
SiO2 + 2H2O ↔ Si(OH)4
Si(OH)4 ↔ H+ + SiO(OH)3-
A sílica biogênica é um constituinte essencial de estruturas sólidas secretadas por diatomáceas, radiolários e esponjas. Por exemplo, até 60% do material inorgânico da frústula de uma diatomácea é composto por SiO2.[carece de fontes?]
O perfil vertical de sílicio inorgânico dissolvido na coluna de água oceânica é semelhante àqueles observados para nitrato e fosfato, com baixa concentração em superfície e aumento em direção ao fundo a partir da zona afótica. Entretanto, não observa-se um pico de máxima concentração na base da termoclina permanente. Os níveis de silício dissolvido no oceano podem variar de aproximadamente 0 µM na superfície a 220 µM em águas profundas do Mar de Bering, localizado no norte do Oceano Pacífico.[carece de fontes?] Também há elevados valores no Oceano Austral ao redor do continente antártico devido ao intemperismo glacial. Assim como no caso do nitrato e fosfato, as concentrações no oceano profundo são mais elevadas no Pacífico do que no Atlântico porque as massas de água do Pacífico são mais antigas.

## Produção primária e matéria orgânica
Produção primária é um termo usado para definir o mecanismo pelo qual organismos autotróficos produzem matéria orgânica pela fotossíntese e/ou quimiossíntese. Ela se dá pela conversão de carbono inorgânico em matéria orgânica, liberando oxigênio como produto da reação química. No oceano, a produção primária é dominada pelo fitoplâncton que contribui com mais de 90% da produção primária marinha. Os principais fatores que controlam a produção marinha do fitoplâncton no oceano são luminosidade, disponibilidade de nutrientes e predação por zooplâncton. Fatores oceanográficos como ressurgência favorecem a produção primária marinha. O fitoplâncton ocupa a base da cadeia alimentar dos oceanos, desempenhando papel vital no fluxo de energia e nos ciclos biogeoquímicos de elementos como carbono, nitrogênio, fósforo, oxigênio e enxofre, além da produção de matéria orgânica.
A matéria orgânica no oceano é constituída por organismos vivos, detritos de organismos mortos, excretas de animais e compostos orgânicos dissolvidos dissolvidos na água. Assim, ela ocorre no oceano nas frações particulada e dissolvida. A matéria orgânica particulada (MOP) está presente nos organismos vivos na forma de carboidratos, lipídios, proteínas e ácidos nucleicos. No oceano profundo, os organismos vivos representam somente uma pequena fração da matéria orgânica particulada, sendo a maior parte constituída por fragmentos orgânicos conhecidos como neve marinha. A matéria orgânica dissolvida (MOD) é aportada na água do mar através de processos de exsudação, excreção e decomposição de células mortas. Ela pode ser classificada em lábil e refratária. Os compostos orgânicos lábeis são muito reativos sob o ponto de vista bioquímico e tendem a ser degradados mais rapidamente (ex.: aminoácidos e oligossacarídeos). Já os compostos orgânicos refratários são de difícil degradação por serem biologicamente e quimicamente inertes, podendo apresentar tempo de residência na coluna de água superior ao tempo de mistura dos oceanos.